# Cristian David
Cristian David (Bucarest, 26 dicembre 1967) è un politico rumeno, membro del Partito Nazionale Liberale (PNL), dal 2004 è membro del Senato romeno del Distretto di Vaslui. È stato Ministro delegato per i rumeni da tutto il mondo dal 21 dicembre 2012 al 3 marzo 214 nel governo Ponta II, nel governo Tăriceanu II è stato Ministro delegato per i programmi finanziari internazionali e l'acquisto comunitario dal 2004 al 2007 e Ministro dell'interno e della riforma amministrativa dal 2007 al 2008.

## Biografia
Nato il 26 dicembre 1967 a Bucarest, il suo nome alla nascita è Cristian Troaca. Prese il nome David dopo il suo primo matrimonio. Possiede un diploma di scuola superiore al liceo C. A. Rosetti di Bucarest, profilo fisico-chimica (1986), dopo di che è stato commesso alla TMUCB Bucarest (1986-1990), di cui si occupa della proiezione del TMUCB Design Center, Bucarest (1990-1991). Nel 1987 ha svolto il servizio militare obbligatorio presso la Scuola di Riserva di Bacau, con il grado di tenente colonnello in riserva.
Entra nel settore privato, è amministratore delegato di Van Soestbergen Import Export SRL (1992-1994) e Team International Import Export SRL (1995-1996). Durante questo periodo, ha frequentato corsi estivi con compiti a casa "Liberalism, socialism, conservatorism" (1991) e "Tranziţia la economia de piaţă în ţările central şi est-europene" (1993), entrambi organizzati dall'Accademia Sintra in Portogallo.
Si è laureato presso la Facoltà di Cibernetica, Statistica e Informatica dell'Accademia degli studi economici di Bucarest (1997) e poi ha conseguito gli studi universitari di sicurezza nazionale presso il Collegio Nazionale di Difesa (2004). Nel 2006 ha conseguito il dottorato in economia presso lo stesso istituto di istruzione superiore con la tesi in Analisi statistica degli sforzi e degli effetti dell'adesione della Romania all'Unione europea.

## Attività politica
Subito dopo la Rivoluzione del dicembre 1989, è diventato membro del Partito Nazionale Liberale (PNL). Tra il 1990 e il 1993 ha coordinato l'Organizzazione Giovanile dell'Università Nazionale Liberale, consulente alla Free Congress Foundation (1992-1993) e consulente alla Fondazione Friedrich Naumann (1990-1992). Fu allora membro dell'Ufficio Centrale del PNL (1991-1993) e segretario generale dell'Organizzazione Nazionale della Gioventù Liberale (1993-1997).
Come risultato della sua appartenenza politica, Cristian David è nominato consulente del Ministero della Gioventù e dello Sport (mentre il Ministero è condotto da Crin Antonescu) e membro dell'Ufficio di presidenza del Comitato intergovernativo per le politiche giovanili del Consiglio d'Europa (1997-1998). È tornato al settore privato come direttore di Team International Consult SRL (1999-2004). Allo stesso tempo, ha insegnato come docente presso il Dipartimento di Statistica Economica e Previsione Economica presso l'ASE Bucarest (2001-2004).
Cristian David ha dichiarato nel PNL, che occupa il tempo come direttore del Dipartimento delle relazioni esterne del PNL (1997-2004), membro della delegazione PNL dei rappresentanti nazionali, membro della commissione per gli affari esteri, membro della Commissione sulla politica di difesa pubblica e dell'ordine pubblico e membro della Commissione per l'Integrazione Europea (2002-2004), membro del Comitato elettorale del Partito Liberale Democratico Europeo(ELDR) per la campagna "Elezioni europee del 2004" (2003-2004), presidente della Commissione di Politica Estera del PNL (2004-2005). Poi diventa membro dell'Ufficio Permanente Centrale del PNL (2005), coordinatore delle commissioni specializzate del Consiglio dei Rappresentanti Nazionali (2005-2006), membro fondatore dell 'Istituto di Studi Liberali (2006) e responsabile dell'istruzione e della formazione (dal 2006).

### Senatore di Vaslui
A seguito delle elezioni nel novembre 2004, Cristian David è stato eletto senatore di Vaslui nell'elenco di Alleanza Giustizia e Verità PNL-PD, in quanto tale membro della Commissione per i diritti umani, i culti e le minoranze.

### Ministro
Il 29 dicembre 2004 è stato nominato ministro delegato per i programmi finanziari internazionali e dell'acquisto comunitario, carica abolita il 5 aprile 2007.
Il 5 aprile 2007, a seguito della riorganizzazione del Governo Tăriceanu II, Cristian David è stato nominato Ministro dell'Interno e della Riforma Amministrativa.
Come ministro degli Interni, David ha approvato una proposta legislativa adottata nel marzo 2008 dal decreto urgente per le armi non letali avanzate.
Come ministro degli Affari Interni e della Riforma Amministrativa ha avviato anche un pacchetto legislativo che prevede in particolare misure per migliorare le condizioni di lavoro, ma anche per proteggere i poliziotti. Questo approccio mira in primo luogo ad aumentare la sicurezza dei cittadini e si compone di due decisioni del governo sulla fornitura di compensazione per gli agenti di polizia in caso di infortunio durante e in relazione ai servizi, e fornendo assistenza legale gratuita ai poliziotti citati in giudizio: un regolamento di emergenza per l'aumento degli indicatori di gerarchia per gli agenti di polizia operativi.
Oltre a queste misure, ha avviato un dialogo presso il Ministero della Giustizia per reati più gravi che criminalizzano il disprezzo con lo sviluppo del nuovo codice penale.
David si è pronunciato nell'estate 2008 sulla questione della criminalità nei campi Rom in Italia che provengono dalla Romania e il trattamento di questo problema da parte delle autorità italiane dichiarano che i Rom devono essere trattati come i cittadini comunitari. Ha anche partecipato alla campagna televisiva Realitatea contro l'impronta dei camper rom, lasciando il loro segno alla sede di Realitatea TV in segno di protesta.

## Vita personale
Cristian David parla inglese e francese. Ha divorziato dalla sua prima moglie. L'11 novembre 2005, nella città di Vienna, Cristian David si sposò per la seconda volta con la fashion designer Vanda Vlasov, sorella gemella della fashion designer Ingrid Vlasov e figlia del controverso avvocato di Iasi Mihail Vlasov che è anche presidente della Camera di Commercio di Iasi.
Secondo la stampa, dopo il matrimonio con Vanda Vlasov, la ricchezza del ministro si è raddoppiata, la moglie possiede due appartamenti in zone costose a Bucarest - una nella zona di Decebal e l'altra in Armeneasca Street, con valore superiore a 300.000 euro. Secondo la loro stima, la fortuna della famiglia ammonta a 500-600.000 euro, solo i gioielli della moglie di 40.000 euro.

## Documenti presentati / pubblicati
- Comparații internaționale prin metode statistice (ASE, 2004)
- Sistemul informațional statistic și calitatea datelor și Metoda optimizării canonice în volumul Conferinței internaționale de informatică economică - ediția 7 (București, mai 2005)
- Managementul strategic în statistică – lucrare prezentată la Simpozionul international organizat de EUROSTAT și AELS în Serbia-Muntenegru, iulie 2005. În "Revista Română de Statistică" nr.6/2005
- Dinamica legislației europene. Legea cadru a statisticii la nivel European. În "Revista Româna de Statistică" nr.1/2006